# Hiệp hội bóng đá Síp
Hiệp hội bóng đá Síp (tiếng Hy Lạp: Κυπριακή Ομοσπονδία Ποδοσφαίρου, ΚΟΠ; tiếng Thổ Nhĩ Kỳ: Kıbrıs Futbol Federasyonu) là tổ chức quản lý, điều hành các hoạt động bóng đá ở Síp. Hiệp hội quản lý đội tuyển bóng đá quốc gia Síp, tổ chức các giải bóng đá như vô địch quốc gia và cúp quốc gia. Hiệp hội bóng đá Síp gia nhập FIFA năm 1948 và UEFA năm 1962.